# Malleostemon roseus
Malleostemon roseus är en myrtenväxtart som först beskrevs av Ernst Georg Pritzel, och fick sitt nu gällande namn av John William Green. Malleostemon roseus ingår i släktet Malleostemon och familjen myrtenväxter. Inga underarter finns listade i Catalogue of Life.